# Звенислава Всеволодівна
Звенислава Всеволодівна або Звенислава Київська (? — 1159/1160) — княжна Сілезького князівства, дружина правителя Силезії Болеслава I, засновника сілезької гілки Династії П'ястів, яка правила у Вроцлаві. Донька Великого князя Київського Всеволода ІІ Ольговича з династії Ольговичів та княжни Марії (доньки Великого князя Київського Мстислава Великого); правнучка Великого князя Київського Володимира Мономаха.

## Біографія
Українська князівна Звенислава народилась в Київській Русі.
Звенислава була онукою Великого князя Київського Мстислава Великого (син Володимира Мономаха та доньки короля Англії Ґіти) та його дружини Христини (доньки шведського короля Інге I); а також онукою Великого князя Чернігівського та Тмутараканського Олега Святославича та його дружини Феофанії Музалон, візантійської аристократки. Нащадки Великого князя Київського Ярослава Мудрого, з династій Ольговичів та Мономаховичів ворогували між собою та змагались за Київський престол. Тому шлюб між цими двома родами мав заспокоїти українських князів та зберегти єдність Русі.
1142 року в Кракові Звенислава одружилась з польським князем Болеславом І, старшим сином Владислава II, великого князя Польського (1138—1146). Цей шлюб мав допомогти Владиславу зміцнити своє становище в країні, у зв'язку з його протистоянням за владу зі своїм рідними братами. Одним з основних противників Владислава в боротьбі за великокняжий престол був Болеслав IV, який був одружений з Верхуславою Всеволодівною, дочкою старшого сина Мстислава Великого князя Всеволода Мстиславича. Таким чином Звенислава та Верхуслава були двоюрідними сестрами (мати Звенислави і батько Верхослави — діти Мстислава Володимировича).
Після смерті Болеслава III у 1138 році батько Болеслава Владислав ІІ став Великим князем Польським, отримавши у володіння східну частину Великої Польщі з Гнєзно, західну частину Малої Польщі з Краковом, Серадзьке князівство і західну частину Куявії. Крім того, він отримав також в спадкове володіння Сілезію.
Проте вдова Болеслава ІІІ Соломія, без відома Великого князя Владислава ІІ, зібрала своїх синів (вона була мачухою Владислава ІІ) в Ленчиці. На зустрічі було вирішено, що її молодша дочка — Агнешка Болеславівна вийде заміж за Великого князя Київського Мстислава Ізяславича, а вдовиний уділ Соломії, виділений їй заповітом чоловіка, після її смерті не увійде в сеньйориальний уділ Великого князя, а буде розділений між синами.
Батько Звенислави Всеволод Ольгович у польській міжусобиці підтримав Владислава ІІ, видавши свою дочку за його сина. У результаті підтримки Київського князя Болеслав Кучерявий і його брати зазнали невдачі. За дорученням Владислава вони були змушені вирушити в 1142—1143 роках заручниками до Києва.
У 1144 році померла Соломія. Більшість її синів вважали, що її вдовину частку (землі навколо Ленчиці) слід передати молодшим синам Генріху і Казимиру, але Владислав ІІ (відповідно до заповіту батька) приєднав ці землі до великокняжих володінь. 1145 року молодші брати виступили проти Владислава ІІ, але були розбиті, і їм довелося погодитися з приєднанням земель матері до сеньйориального уділу.
У 1145 році Владислав посилав Болеслава на Русь, щоб той переконав Всеволода надіслати допомогу. У результаті походу армії, надісланій Всеволодом на допомогу Владиславу, той зміг збільшити свої володіння. Однак заступництво Всеволода допомогло Владиславу ненадовго. До весни 1146 Владислав захопив Мазовію, вигнавши Болеслава Кучерявого, проте несподівано почався заколот у його власних землях. Владислав з родиною був змушений втікати в Священну Римську імперію, де його прихистив король Німеччини Конрад III, брати захопили всю Польщу й перерозподілили удільні князівства між собою.
Діти Звенислави:
- Ярослав Опольський (1143—1201) — князь Опольський (з 1173 р.), єпископ Вроцлавський (з 1198 р.).
- Ольга (1155—1175/1180)

Дата смерті невідома. Відомостей щодо її повернення до Польщі разом з чоловіком 1163 року нема.
Відповідно до одного з джерел, вона була похована в Цистерціанському монастирі в Пфорті, і датої смерті називають 30 травня 1159 року, коли цей монастир став місцем поховання членів сілезької лінії П'ястів.